# Mario Magotti
Mario Magotti (Gonzaga, 11 giugno 1920 – Modena, 25 dicembre 1981) è stato un calciatore italiano, di ruolo centrocampista.

## Caratteristiche tecniche
Poteva giocare sia come mediano che come mezzala, grazie alla proprie capacità in fase di costruzione del gioco. Nel corso della sua militanza al Piacenza è stato impiegato anche come centromediano.

## Carriera
Modenese, dopo una stagione in Serie C nelle file della Palmese torna al Modena, militante in Serie A. Esordisce nella massima serie il 5 novembre 1939, nella sconfitta per 2-1 sul campo dell'Ambrosiana-Inter, disputando 8 partite nella stagione conclusa con la retrocessione in Serie B dei canarini.
Rimasto in forza al Modena, contribuisce con 15 presenze e una rete alla risalita in Serie A nel campionato 1940-1941. In gialloblu gioca fino alla sospensione bellica, disputando come rincalzo un'ulteriore stagione in Serie A e una in Serie B; durante il conflitto gioca nel Corradini Suzzara, con cui disputa 11 partite nel Campionato Alta Italia 1944.
Nel 1945 torna al Modena per un'ultima stagione nel campionato di Divisione Nazionale 1945-1946, nel quale colleziona 17 presenze e una rete. A fine stagione lascia definitivamente i gialloblu per trasferirsi al Piacenza, in Serie B, dove trova maggiore spazio e disputa due campionati di Serie B e uno di Serie C. Nel 1949, in disaccordo economico con il Piacenza, rifiuta la proposta degli emiliani e resta fermo un anno, prima di continuare la carriera con la Bondenese e con varie squadre dilettantistiche tra Modena e Mantova.

## Riconoscimenti
Nel 2002 gli è stato intitolato il campo sportivo di Marzaglia, frazione del comune di Modena.

## Palmarès

### Giocatore

#### Competizioni nazionali
- Serie B: 1

Modena: 1942-1943